# Alex H. Parker
Pour les articles homonymes, voir Parker.
Cet article concerne l'astronome. Pour le footballeur, voir Alex Parker.
Alex Harrison Parker, né en 1987, est un astronome américain.

## Biographie
Ses recherches sur les astéroïdes et sur les objets transneptuniens ont contribué à la compréhension de la formation et de l'évolution du système solaire. Il est le co-découvreur de plusieurs planètes mineures, dont 2011 HM102, astéroïde troyen de Neptune. Il a également codécouvert S/2015 (136472) 1, le satellite de la planète naine (136472) Makémaké.
L'astéroïde (345842) Alexparker est nommé d'après lui.